# Massor av whisky (bok)
Massor av whisky (engelska: Whisky Galore) är en bok ursprungligen utgiven 1947. Den filmatiserades 1949 (Massor av whisky) och 2016 (Whisky Galore!).
Boken är skriven av Compton Mackenzie, och utkom första gången 1947. Den utkom i Sverige första gången redan 1950, men återutgavs i en nyöversättning 2003, ISBN 91-631-1539-5. Bokens handling är inspirerad av en verklig händelse: 1943 gick fartyget S/S Politician på grund utanför ön Barra i Hebriderna. Skeppet var på väg till Amerika fullastat med whisky i metallfat. Öns invånare kunde förse sig med whisky utan att tull och kustbevakning kunde göra något.

## Svenska utgåvor
- Mackenzie, Compton; Rheyneuclaudes, Lennart (öv.) (1950). Massor av whisky. Stockholm: Wahlström & Widstrand. Libris 1418592
- Mackenzie, Compton; Westerlund, Karin (öv.) (2003). Massor av whisky. Göteborg: Forsstena. Libris 8841519. ISBN 9163115395